# Dukkah

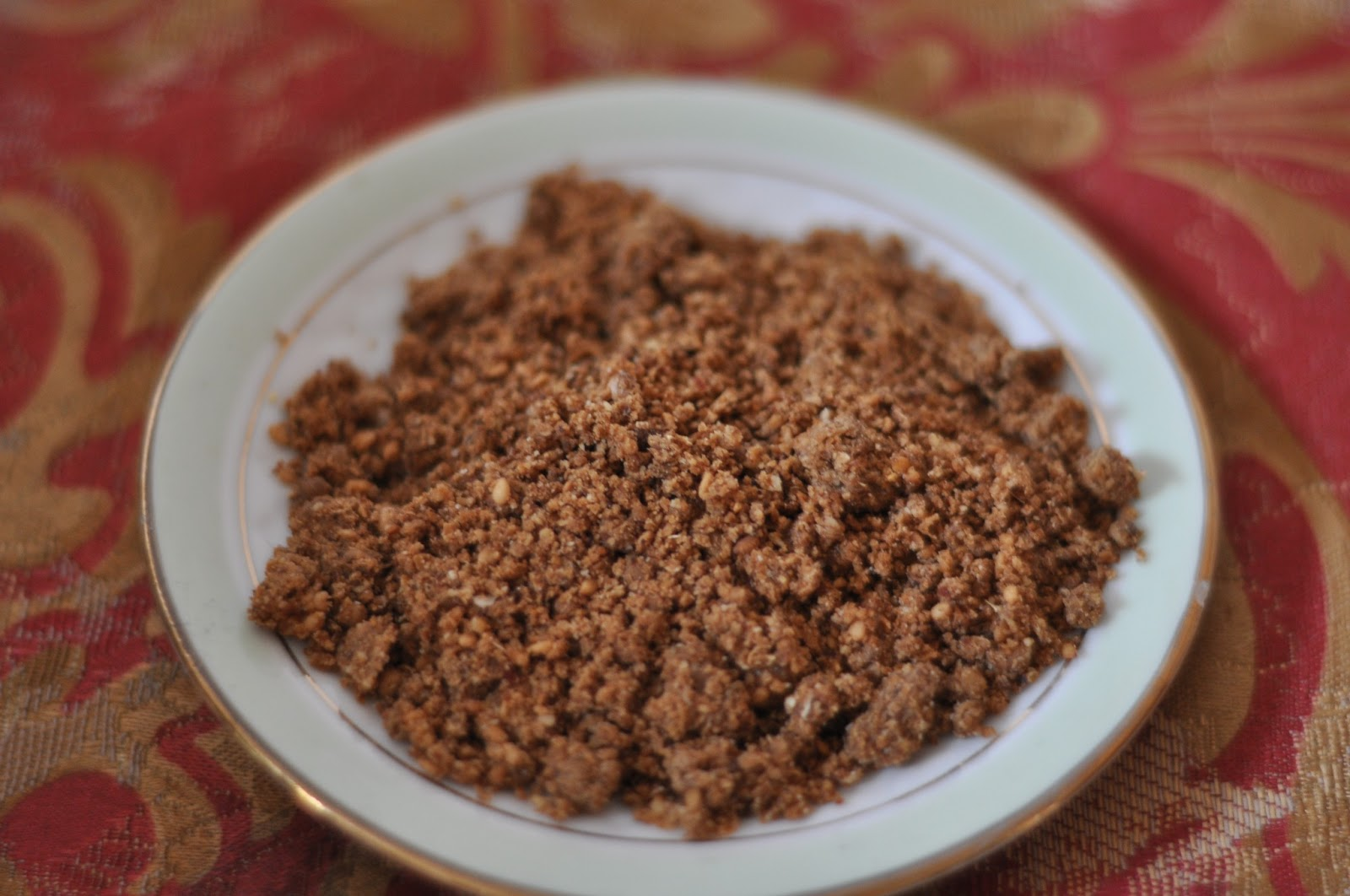

La dukkah (scritto anche dukka o duqqa) è una miscela Etiope, ma è diffusa in tutta l'Africa nord orientale di erbe, spezie e frutti essiccati e tritati.
Tradizionalmente è mangiata immergendo pane arabo non lievitato (tipo pita) dapprima nell'olio d'oliva e quindi nella dukkah. Viene mescolato alle insalate o sulle verdure e spesso è usato per impanare pezzi d'agnello o di pollo, gamberi e pesci così da formare una crosta croccante e saporita.

## Composizione
- nocciole o ceci
- sesamo
- pepe
- coriandolo
- cumino
- sale